# 野猿街道
野猿街道（やえんかいどう）は、東京都多摩地域にある道路の通称である。
野猿街道の大半は、多摩ニュータウン北部および八王子市東部の幹線道路で、国道20号日野バイパス（中央自動車道国立府中IC付近）から多摩川にかかる府中四谷橋を越え、国道16号八王子バイパス（打越IC）までを結ぶ重要な路線の一部となっている。
詳細には以下の2路線の通称である。
- 東京都道20号府中相模原線（国立市青果市場東交差点 - 八王子市下柚木交差点）
- 東京都道160号下柚木八王子線（八王子市下柚木交差点 - 同市横山町の国道20号交点）

## 概要

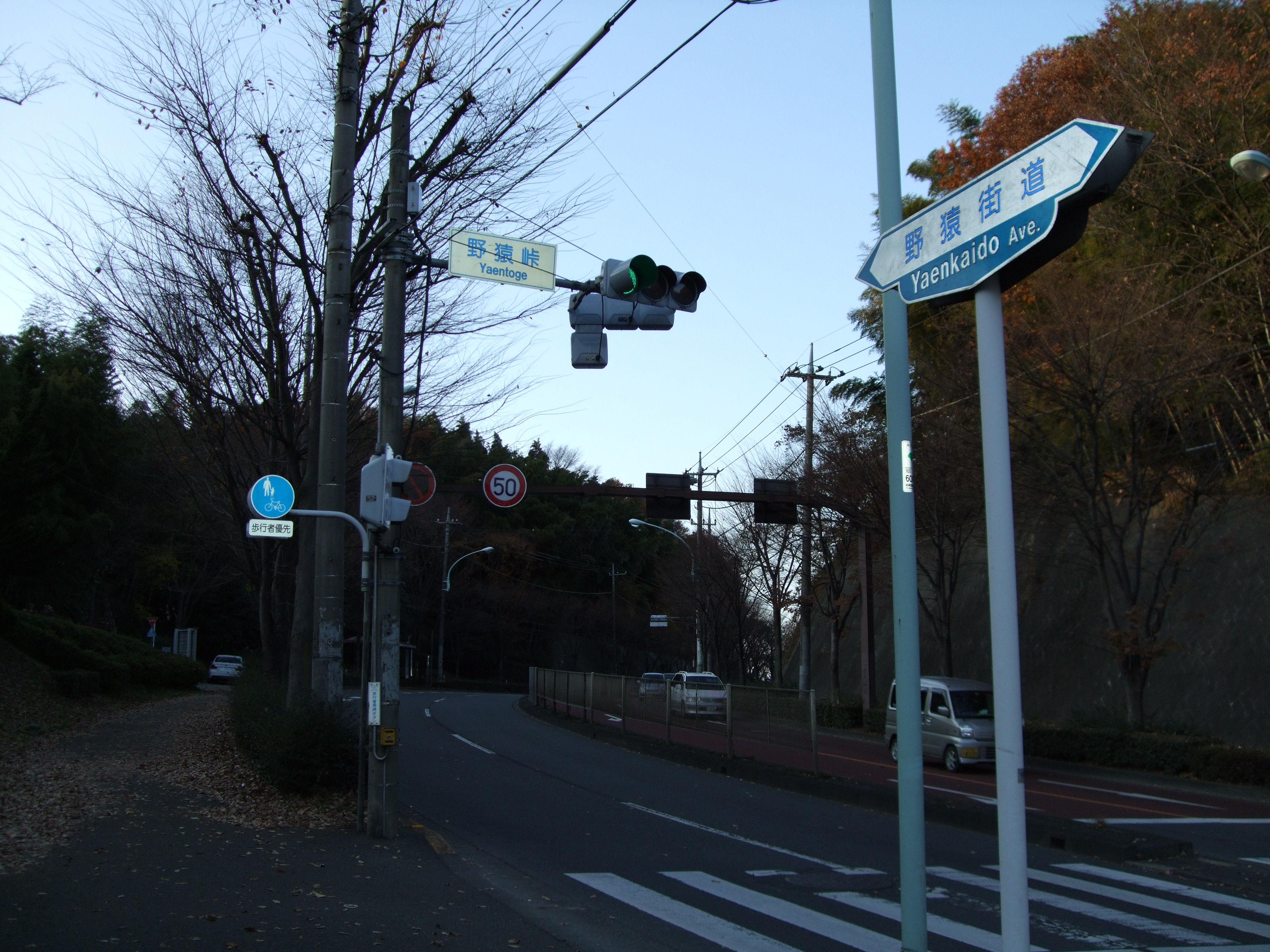
野猿峠付近の野猿街道（八王子市）。下柚木方向から八王子市街方向を望む。2007年12月撮影

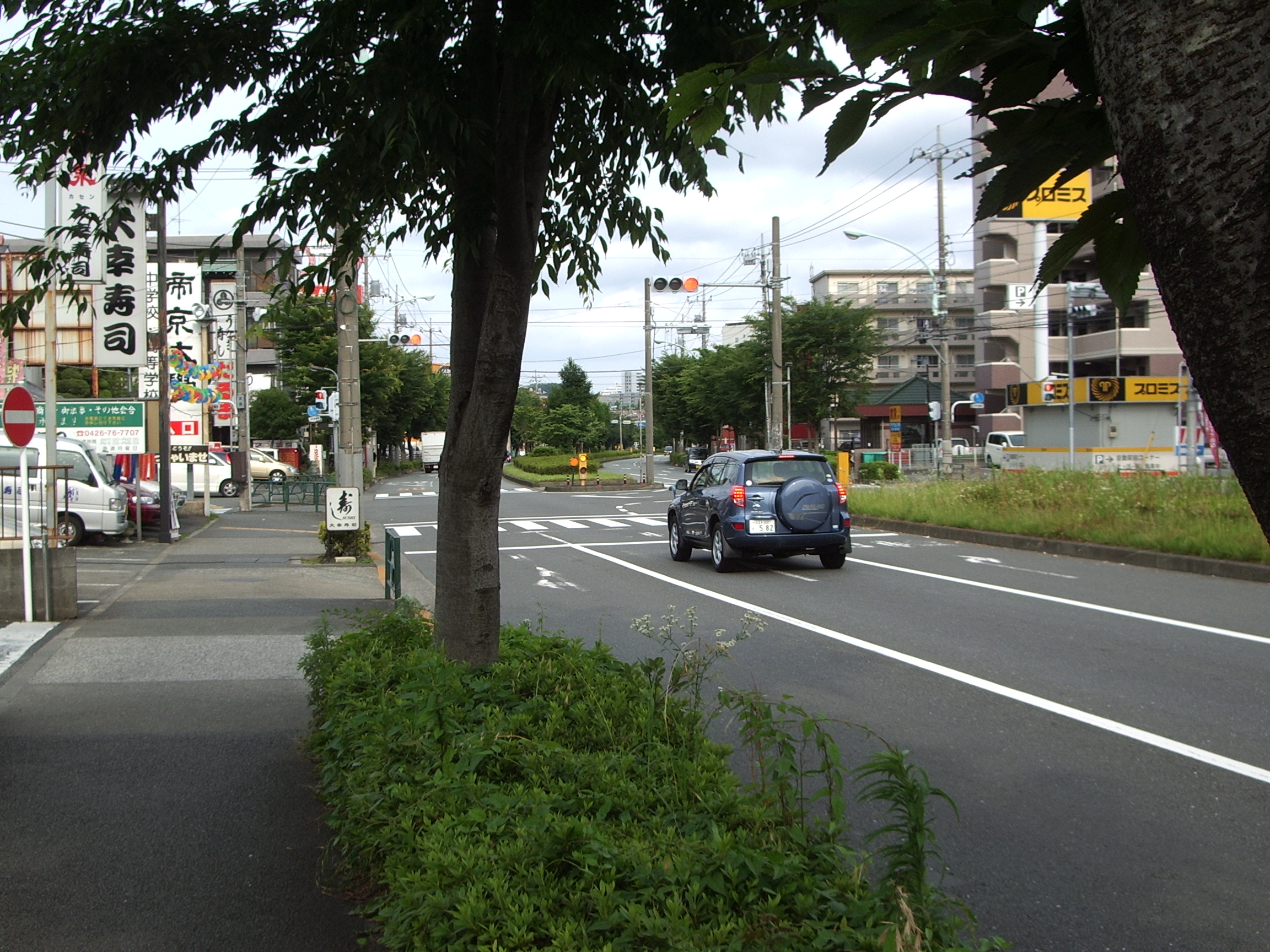
帝京大学中学校・高等学校前の野猿街道

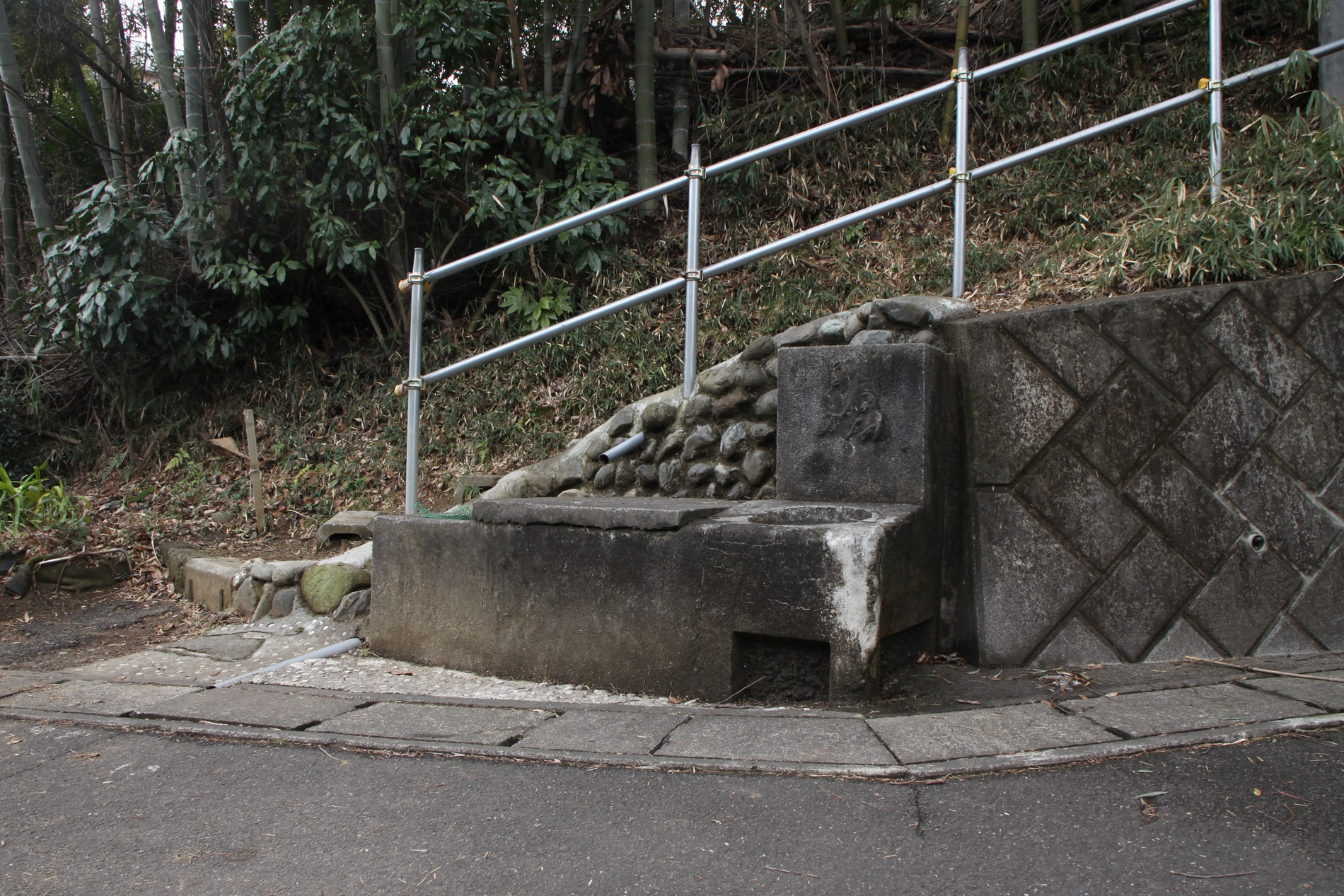
野猿峠の水飲み場

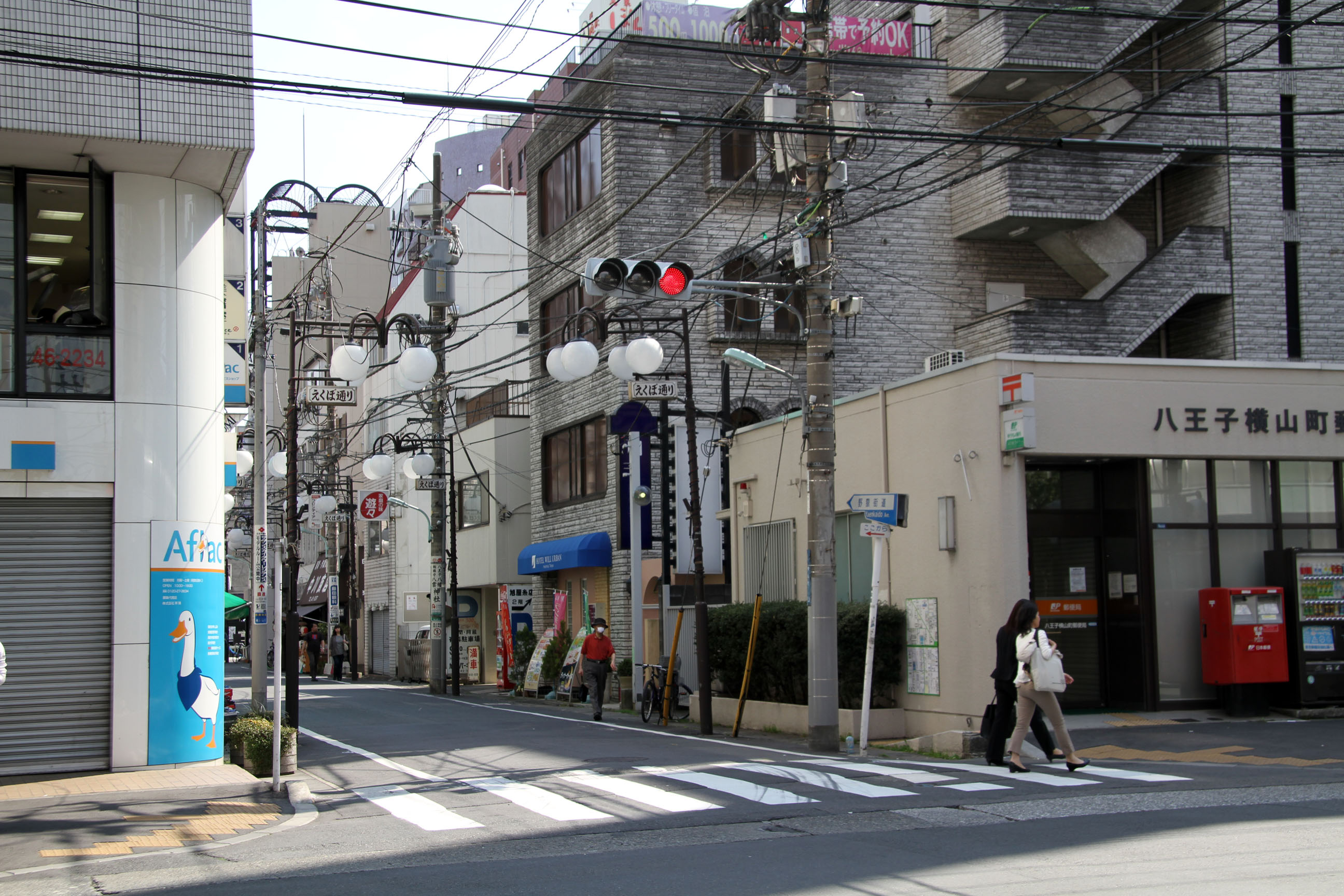
終点の横山町郵便局前交差点

1998年に府中四谷橋が完成し、多摩川を渡って国立府中IC近くの国道20号と接続した。これにより街道は延伸されて終点が多摩市一ノ宮から国立市谷保へ変更になった。
国立市の青果市場東交差点から八王子市の打越交差点（国道16号交点）までは4車線（片側2車線）の道路が整備されている。八王子市の北野町南交差点（国道16号交点）から同市の子安町五差路交差点までは2車線（片側1車線）、ここからJR中央本線の跨線橋南付近まではセンターラインのない道路となる。JR中央本線をまたぐ跨線橋は、以前は北向き一方通行であったが、架け替え工事により2010年11月20日から南向きの通行も可能となった。甲州街道直前は南向き一方通行の1車線の道路である。
野猿街道の名前は、同街道上にある八王子市下柚木の野猿峠（標高160m）に由来する。野猿峠は古くは猿丸峠や猿山通りと言い、旧由木村と八王子の中心部を結ぶ峠である。峠で休憩するために馬や牛に水を飲ませる水飲み場があった。
由木地区から八王子中心部までの野猿街道は、江戸時代の小野路道（甲州街道八王子宿 - 小野路〔町田市〕）に沿っている。この小野路道の名はJR横浜線の「小野路街道踏切」にその名を残している。
- 起点：東京都八王子市横山町 横山町郵便局前（国道20号〔甲州街道〕交点）
- 終点：東京都国立市谷保 青果市場東交差点（国道20号〔日野バイパス〕交点）[1]

## 通過市町村
- 東京都
  - 国立市
  - 府中市
  - 多摩市
  - 日野市
  - 八王子市

## 交差する主な道路
- 川崎街道
- 柚木街道
- 八王子バイパス
- 甲州街道

## 周辺
- JR八王子駅
- 北野駅（京王高尾線）
- 長沼公園
- 永林寺
- 中央大学（多摩キャンパス）
- 明星大学（日野キャンパス）
- 帝京大学（八王子キャンパス）
- 多摩美術大学（八王子キャンパス）